# Сирлещова къща
Сирлещовата или Хаджирадоновата къща е възрожденска постройка, паметник на културата в град Банско, България. Разположена е в центъра на града на улица „Яне Сандански“ №12.
Къщата е строена в XVIII и XIX век от братя Хаджирадонови в средата на общ имот, разделен с каменни зидове на три части, като към всяка къщата има вход. По-късно става собственост на Сирлещови. Архитектурните решения на сградата са в духа на банската укрепена къща. Сградата има приземен и жилищен етаж. На приземния е оборът (подник) и открито на изток пространство, 2 мазета и стая с огнище, пред която има терто мазе. На жилищния етаж се влиза през стълба под стрехата от изток. Състои се от чардак, две стаи без огнища около него (от юг), жилищна стая (къщи) по средата, боария от север – малка стая с огнище и долапи, месилник на северозапад и стая с огнище, която е старото укрепено ядро. В началото на XIX век е изградено ново укрепено ядро – така наречената кула. В приземието ѝ е скриовникът, през който се влиза. Скривалището има и резервен изход пред дълъг коридор, извеждащ в един от дворовете. През малко преддверие и коридорче, свързано със старото укрепено ядро, се стига до укрепената стая с огнище на етажа на кулата. От стаята се стига до скриовника и през замаскиран капак на пода и подвижна стълба Частта градена в XVIII век е масивна от камък, с изключение на стената на подника към двора, стените на допълнително преградените мазета и стените на помещенията към чардака. Кулата е изцяло от камък, като стените са дебели 1,2 m.